# To verdener (novelle)
To Verdener er en novelle af J.P. Jacobsen. 
To Verdener ses dateret til 1879 og blev udgivet i novellesamlingen Mogens og andre noveller.
Handlingen finder sted i og omkring floden Salzach: "Salzach er ingen munter Flod, og der ligger en lille Landsby paa dens østre Bred, der er meget trist, meget fattig og sælsomt stille." hedder det i første sætning.
Novellen afsluttes med et to-strofet digt:
I Grave brede,

Er tryg min Rede,

Er fast du bygget, min Lykkes Borg,

Og værne de Volde for Harm og Sorg?

Hvad ser jeg da ude fra Højenloftsbro

Skumre, hvor solrøde Skyer de bo?

Jeg kjender de Skygger ...

Derude der bygger,

Derude der vanker

Landflygtige Tanker

Fra min Vemodstid.

I Skygger, kom, kom ind og gjæst

Min Borg og sid mit Hjerte næst

Og drik af gyldenblank Pokal

I Lykkens rige Straalesal

En Skaal for Lykken, før den kom,

En Skaal for Haabets Fattigdom,

En Drømmeskaal!
Anders Iversens har læst Katherine Mansfields novelle The Garden Party med reference til To Verdener.
Georg Brandes skrev om novellen i 1883:
| „ | Af Jacobsens øvrige Noveller er, tror jeg, To Verdener ved sin Dybde i al sin Korthed den mest slaaende. Versene, hvormed den slutter, er et Stemnings-Kraftuddrag uden Mage. Stilen har iøvrigt i den, som i alle de andre Noveller, den stærke og, matte Glans, den dybe og svulmende Farve, og den Morbidezza, det vil sige den ved nogen Sygelighed dobbelt rørende Ynde, som særtegner hans Genius. Selv hjertegreben - sund og syg som den Hjertegrebne - griber og vinder han Hjerter. | “ |

To Verdener er digitaliseret og tilgængelig som faksimile og tekst fra Det kongelige Bibliotek hjemmeside.
Teksten findes også i Kalliope
og Dansk Wikisource.
Ole Lemmecke har indlæst novellen.